# Шарлотта Саломон
Шарлотта Саломон (англ. Charlotte Salomon; 16 квітня 1917, м. Берлін — 10 жовтня 1943) — німецько-єврейська художниця, авторка автобіографічної серії картин «Leben? oder Theater?: Ein Singspiel» («Життя? чи Театр?: Пісенна вистава») — найбільший відомий твір мистецтва, створений євреєм, який загинув під час Голокосту, що складається з 769 окремих робіт, написаних між 1941 та 1943 роками на півдні Франції, де Саломон переховувалась від нацистів. У жовтні 1943 року, будучи на 5-му місяці вагітності, була схоплена та депортована до Аушвіца, де незабаром після прибуття була вбита нацистами. 2015 року паризьке видавництво оприлюднило 35-сторінкове зізнання Саломон про смертельне отруєння її діда, яке десятиліттями зберігалося в секреті.

## «Життя? чи Театр?»

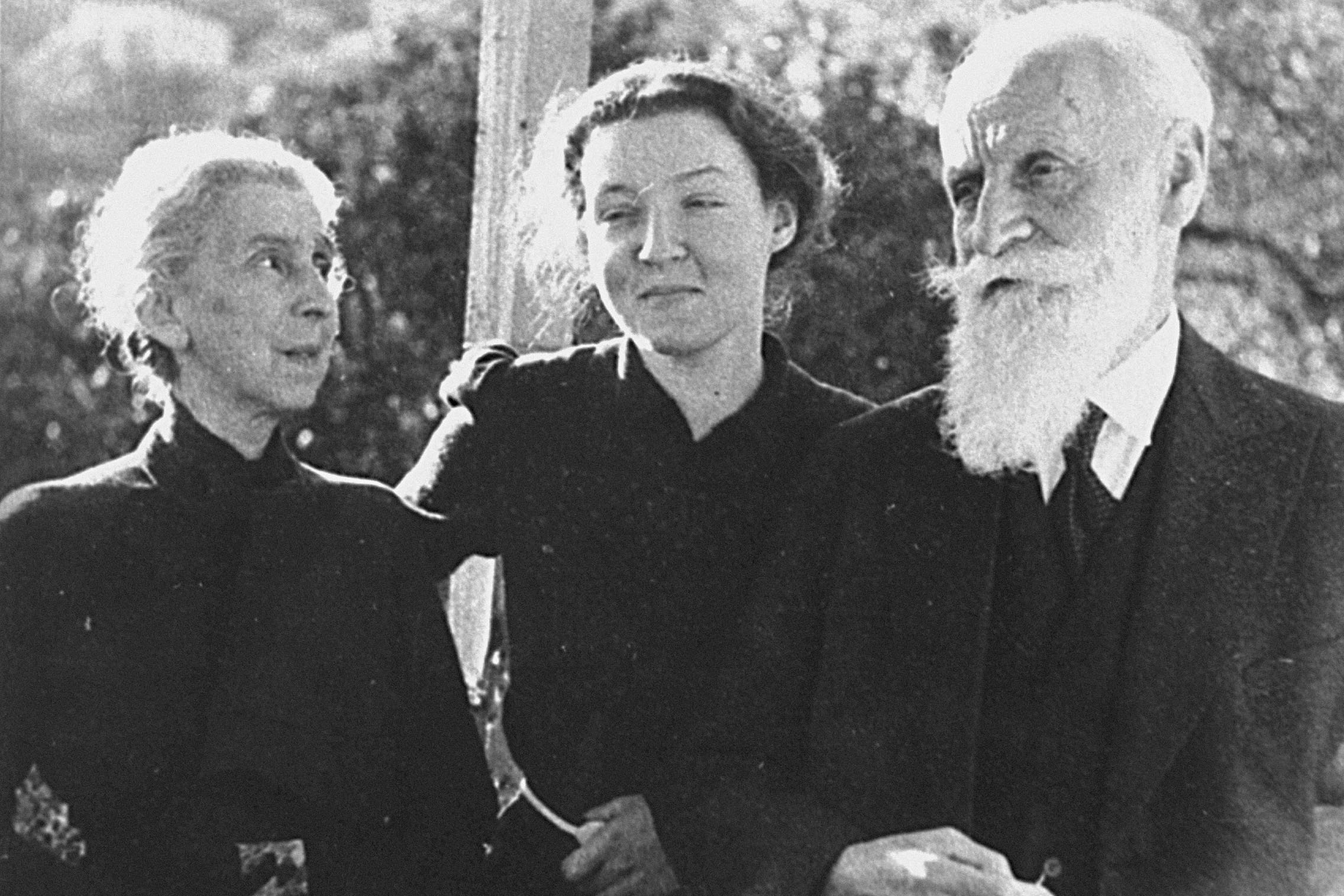
Шарлотта із своїми дідусем та бабусєю

Велика частина проєкту «Життя? чи Театр?» розповідає про одержимість Шарлотти учителем вокалу Амадеєм Даберлоном, з яким вона познайомилася через свою мачуху Паулінку Бімбам (Саломон дає всім своїм персонажам жартівливі, часто каламбурні псевдоніми). Ці розділи містять чесну та переконливу розповідь про її пристрасні стосунки з Альфредом Вольфсоном – єдиною людиною, яка серйозно сприймала її творчість. Напевно не відомо, наскільки версія Соломон відповідає дійснсті – ясно лише те, що Вольфсон був її першим коханням.
1943 року, у віці 26 років, Шарлотта Саломон передала свою колекцію картин доктору Морідісу, своєму надійному другові, який консультував її з питань депресії.
«Життя? чи Театр?» задумано як Гезамткунстверк, вагнерівський «тотальний витвір мистецтва» в рамках традиції амбітної німецької ідеї дев’ятнадцятого століття поєднати поезію, музику та візуальне мистецтво. І все ж твір Саломон є відходом від тієї традиції, яка мала бути остаточним проявом німецької культури – натомість це твір, створений «молодою жінкою, яка належала до нібито інопланетної раси і яка, вважалася такою, що навіть не має права існувати, не кажучи вже про місце в суспільстві».